# Жак д’Арманьяк-Немур
Жак д’Арманья́к (фр. Jacques d'Armagnac; 1433 — 4 августа 1477, Париж) — граф де Кастр, затем граф де Пардиак и де Ла Марш, виконт де Карла и де Мюра, с 1464 года герцог де Немур и пэр Франции. Сын Бернара д’Арманьяка (ок. 1400 — между 1455 и 1462), графа де Пардиака, и Элеоноры де Бурбон (1412—1464), графини де Ла Марш и герцогини де Немур.

## Граф де Кастр
При жизни отца Жак д’Арманьяк носил титул графа де Кастр. Начал военную службу в 1449 году под Руаном. Перед битвой при Форминьи (15 апреля 1450) Жак д’Арманьяк получил рыцарские шпоры. В 1451 году он воевал в Гиени, участвовал во взятии Бордо (29 июня), и Байонны (20 августа). В 1456 году, во время конфликта дофина Людовика с Карлом VII, безоговорочно принял сторону короля. Тем не менее, в 1458 году бежавший во Фландрию дофин обращался к д’Арманьяку с просьбой примирить его с отцом.

## Герцог де Немур
При своём восшествии на престол Людовик XI осыпал его потоком милостей. Он женил д’Арманьяка на одной из своих кузин, отдал ему герцогство-пэрство Немур (таким образом Жак д’Арманьяк стал первым герцогом-пэром, который не являлся принцем королевской крови), поручал ему ряд важных должностей.
Назначенный в ноябре 1462 году наместником Руссильона, д’Арманьяк в январе следующего года взял Перпиньян и обеспечил покорность провинции королю. Отказ Людовика XI возместить личные затраты на организацию этого похода породил его первые обиды на короля.

## Лига общественного блага
В 1464 году Жак д’Арманьяк принял сторону врагов короля и примкнул к Лиге общественного блага. После Конфланского мира (5 октября 1465), обиженный на своих недавних союзников, не поддержавших его требования, он присоединился к Людовику XI и получил прощение за свои действия. Тем не менее, д’Арманьяк продолжал поддерживать отношения с мятежными принцами, в частности со своим тестем, Карлом Анжуйским, графом дю Мэном. Король, не более его соблюдавший условия их соглашения, в январе 1466 года передал права короны на графство Ла Марш Жану де Бурбону, графу де Вандому, оставшемуся верным ему во время войны Общественного блага.

## Опала
В 1467 году он, находясь в замке Карла, не имея ни денег, ни солдат, продолжал переписку с Шарлем Французским, изгнанным братом короля. Этого оказалось достаточно, чтобы Людовик направил против д’Арманьяка мощную армию под командованием Жана II, герцога де Бурбона, нового наместника Лангедока. Жаку д’Арманьяку оставалось только покориться и передать своих вассалов под знамёна короля. В 1470 году он получил полное прощение при условии, что если он опять нарушит клятву верности, все его владения будут немедленно конфискованы, а сам он добровольно откажется от своих привилегий пэра, и предстанет перед судом как «частное лицо».
В дальнейшем ему поставят в вину его переписку с Шарлем Французским, ставшим герцогом Гиени и, следовательно, его сюзереном по графству Пардиак, с его кузеном, Жаном д’Арманьяком, с коннетаблем де Сен-Полем. 9 февраля 1476 года Жак д’Арманьяк был осаждён королевскими войсками в замке Карла. 9 марта 1476 года по договору, подписанному Пьером де Бурбоном, сиром де Божё, и утверждённому королём, Жак д’Арманьяк передал зятю и наместнику короля все свои владения и сдался ему вместе с детьми. Его доставили в Бастилию, где он был помещён в железную клетку. Широко распространена легенда, что он был первым узником Бастилии, но это не так. До него там уже сидели граф де Даммартен, которому удалось бежать, и коннетабль де Сен-Поль.

## Суд и казнь
Его дело не решились доверить парижскому парламенту, из опасения оправдательного приговора. Им занимались комиссары, специально назначенные королём, да и тех приходилось менять в ходе следствия.
4 августа 1477 года Жак д’Арманьяк был обезглавлен на парижском Рынке. Широко распространена жуткая легенда, что во время казни под эшафотом стояли малолетние дети герцога де Немура, так что на них стекала кровь казнённого отца, но эта легенда не имеет никакого документального подтверждения. Казнённого похоронили в церкви Кордельеров в Париже, а его владения были розданы судьям.

## Увлечения
Прославился как страстный библиофил и собиратель старинных рукописей, как и его прадед, Жан де Берри.

## Семья и дети
12 июня 1462 году он женился на Луизе Анжуйской (1445 — между 2 и 9 марта 1476), дочери Карла Мэнского (1414—1472) и Изабеллы Люксембургской-Сен-Поль (ум. 1472), графини де Гиз. Их дети:
- Жак д’Арманьяк (1468—1477), после казни отца был отдан под опеку Бофилю де Жюжу, губернатору Руссильона, получившему графство Кастр, отправлен им в Перпиньян, где умер от чумы.
- Жан д’Арманьяк (ок. 1470—1500), герцог де Немур, граф де Пардиак и т. д.
- Луи д’Арманьяк (ок. 1472—1503), граф де Гиз, с 1500 года герцог де Немур и т. д.
- Маргарита д’Арманьяк (ок. 1464 — 1503), графиня де Гиз и герцогиня де Немур, с 1503 года — 2-я жена Пьера де Рогана (1451—1513), сеньора де Жье.
- Екатерина (1466—1487), с 1484 года — 2-я жена Жана II (1426—1488), герцога де Бурбона
- Шарлотта д’Арманьяк (1476—1504), графиня де Гиз и герцогиня де Немур (с 1504 года), жена Шарля де Рогана (ум. 1528), сеньора де Жье, сына Пьера де Рогана от первого брака.